# 克洛波欽
50°38′20″N 24°27′45″E / 50.63889°N 24.46250°E
克洛波欽（烏克蘭語：Клопочин），是烏克蘭的村落，位於該國西部沃倫州，由沃洛德米爾區負責管轄，面積5.4平方公里，海拔高度199米，2001年人口329，人口密度每平方公里60.93人。